# Veljkovo
Veljkovo es un pueblo ubicado en la municipalidad de Negotin, en el distrito de Bor, Serbia.

## Superficie
Posee una superficie de 7,343 kilómetros cuadrados.

## Demografía
Hasta 2011 la población era de 121 habitantes, con una densidad de población de 16,48 habitantes por kilómetro cuadrado.